# Zerogone submissella
Zerogone submissella là một loài nhện trong họ Linyphiidae.
Loài này thuộc chi Zerogone. Zerogone submissella được Embrik Strand miêu tả năm 1907.